# Erwin von Sigel
Erwin Fritz Karl August von Sigel (* 14. August 1884 in Bromberg; † 2. Januar 1967 in South Haven, Michigan) war ein deutscher Mittel- und Langstreckenläufer.

## Biografie
Erwin von Sigel spielte in seiner Jugend Hockey und war Kunstturner, bevor er 1905 zur Leichtathletik wechselte. Für den SC Preußen Berlin startend, wurde er 1907, 1909 und 1912 Deutscher Meister über 1500 m.
Für die Olympischen Spiele 1908 in London war er für den Mittel- und Langstreckenlauf vorgesehen, allerdings konnte er aus unbekannten Gründen die Reise nicht antreten. Bei den Olympischen Spielen 1912 in Stockholm erreichte er über 1500 m das Finale, kam aber nicht unter die ersten Acht. Im 3000-Meter-Mannschaftsrennen schied er im Vorlauf aus.
Nach dem Zweiten Weltkrieg emigrierte Siegel in die Vereinigten Staaten.

## Persönliche Bestzeiten
- 1500 m: 4:05,3 min, 10. Juli 1912, Stockholm
- 3000 m: 8:59,6 min, 28. Juli 1912 (ehemaliger nationaler Rekord)